# Lidia Minticz-Skarżyńska

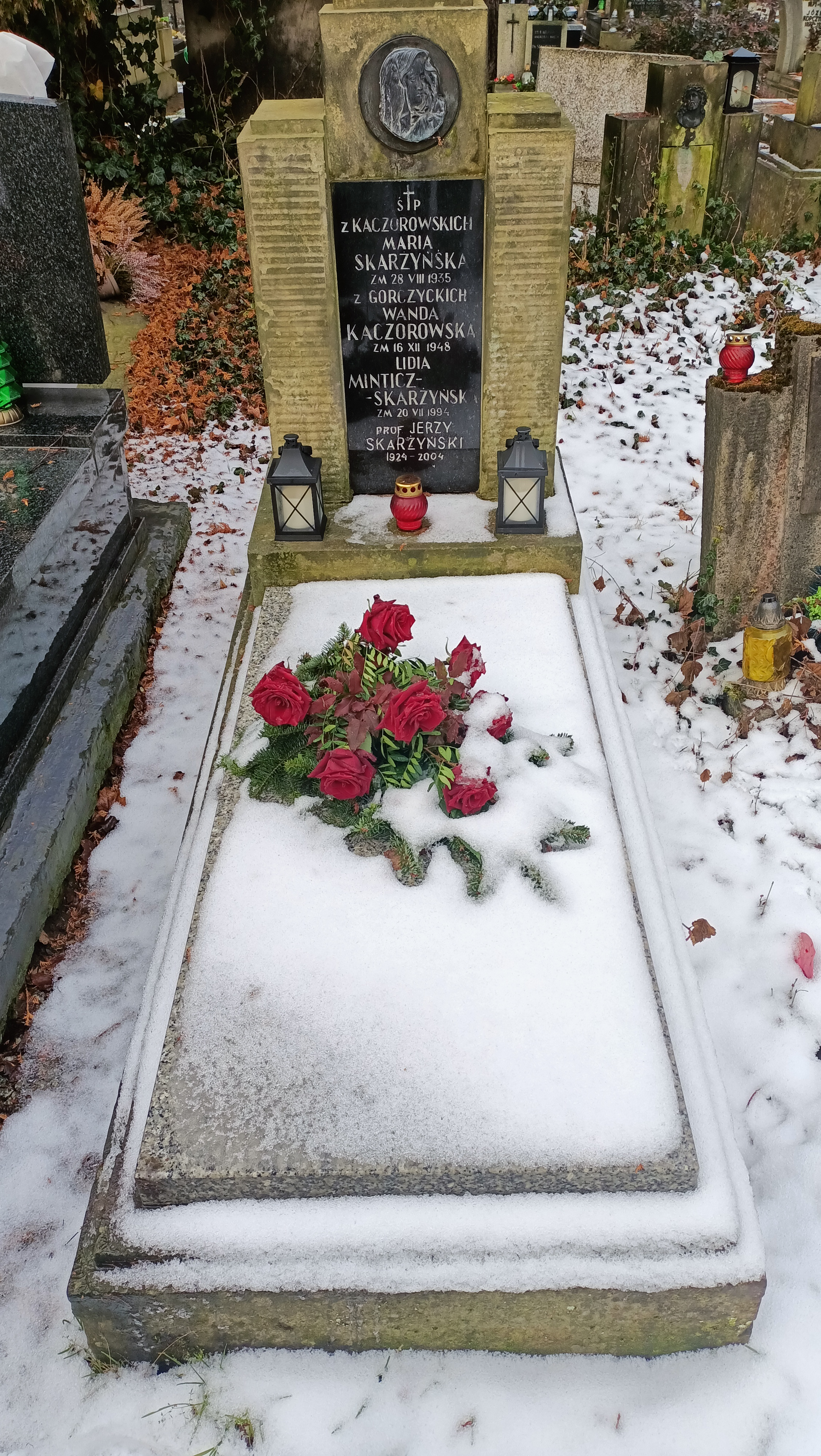
Grób Lidii Minticz-Skarżyńskiej na Cmentarzu Rakowickim w Krakowie

Lidia Minticz-Skarżyńska (ur. 14 stycznia 1920 w Zabierzowie, zm. 20 lipca 1994 w Krakowie) – polska scenograf, żona i współpracowniczka Jerzego Skarżyńskiego.

## Życiorys
Ukończyła w 1948 malarstwo na krakowskiej ASP. Studiowała też architekturę na Politechnice Krakowskiej i była słuchaczką krakowskiego Instytutu Filmowego. Od 1970 wraz z mężem Jerzym wykładała w Podyplomowym Studium Scenografii Teatralnej, Filmowej i Telewizyjnej przy krakowskiej Akademii Sztuk Pięknych.  Oboje byli również profesorami scenografii ASP. Była autorką lalek dla Teatru „Groteska”. Tworzyła również scenografię dla Teatru Telewizji.
Wraz z Jerzym Skarżyńskim stworzyła duet scenografów, który przez wiele lat wykonywał dekoracje dla licznych polskich teatrów: Teatru Starego w Krakowie, Teatru im. Juliusza Słowackiego w Krakowie, Teatru Rozmaitości we Wrocławiu, Teatru "Wybrzeże" w Gdańsku, Teatru Ateneum oraz Teatru Dramatycznego w Warszawie, Teatru 13 Rzędów w Opolu i teatru Jerzego Grotowskiego.

## Nagrody i odznaczenia
- Medal 10-lecia Polski Ludowej (1955)[1]
- Złoty Krzyż Zasługi (1955)[1]
- Krzyż Kawalerski (1980), Oficerski (1988) i Komandorski (2000) Orderu Odrodzenia Polski[1]
- Nagroda Artystyczna Miasta Krakowa (wraz z mężem Jerzym, 1975)[3]
- Nagroda Ministra Kultury i Sztuki I stopnia za całokształt twórczości (wraz z mężem Jerzym, 1977)[3]
- Nagroda za oprawę plastyczną w filmie "Ostrożność" na Przeglądzie Filmów Animowanych w Warszawie (wspólnie z Kazimierzem Mikulskim, 1957)[2]
- Wyróżnienie ministra kultury i sztuki z okazji wystawy "Polskie dzieło plastyczne w 15-leciu PRL" (wspólnie z Jerzym Skarżyńskim, 1962)[2]